# Loma Bonita, Villa Corzo
Loma Bonita är en ort i Mexiko.   Den ligger i kommunen Villa Corzo och delstaten Chiapas, i den sydöstra delen av landet, 700 km sydost om huvudstaden Mexico City. Loma Bonita ligger 531 meter över havet och antalet invånare är 635.
Terrängen runt Loma Bonita är kuperad norrut, men söderut är den platt. Runt Loma Bonita är det ganska glesbefolkat, med 24 invånare per kvadratkilometer. Närmaste större samhälle är Diamante de Echeverría, 14,1 km sydost om Loma Bonita. Omgivningarna runt Loma Bonita är en mosaik av jordbruksmark och naturlig växtlighet.